# Paleka
Paleka (Lissabon, 4 oktober 1954) is een Portugese jazzdrummer en percussionist. Naast jazz is hij ook actief in wereldmuziek en hedendaagse muziek.
Paleka studeerde in de jaren zeventig onder meer aan de eerste jazzschool van Portugal, het huidige Escola de Jazz Luís Víllas-Boas. Hij speelde met buitenlandse jazzmusici als Kai Winding en Steve Potts en met Portugese jazz- en popmusici als Sérgio Godinho, Jorge Palma, Mário Laginha, Rui Veloso en Carlos Azevedo. Hij maakte opnames met onder meer Quinteto de Jazz de Lisboa.